# Vergrassing

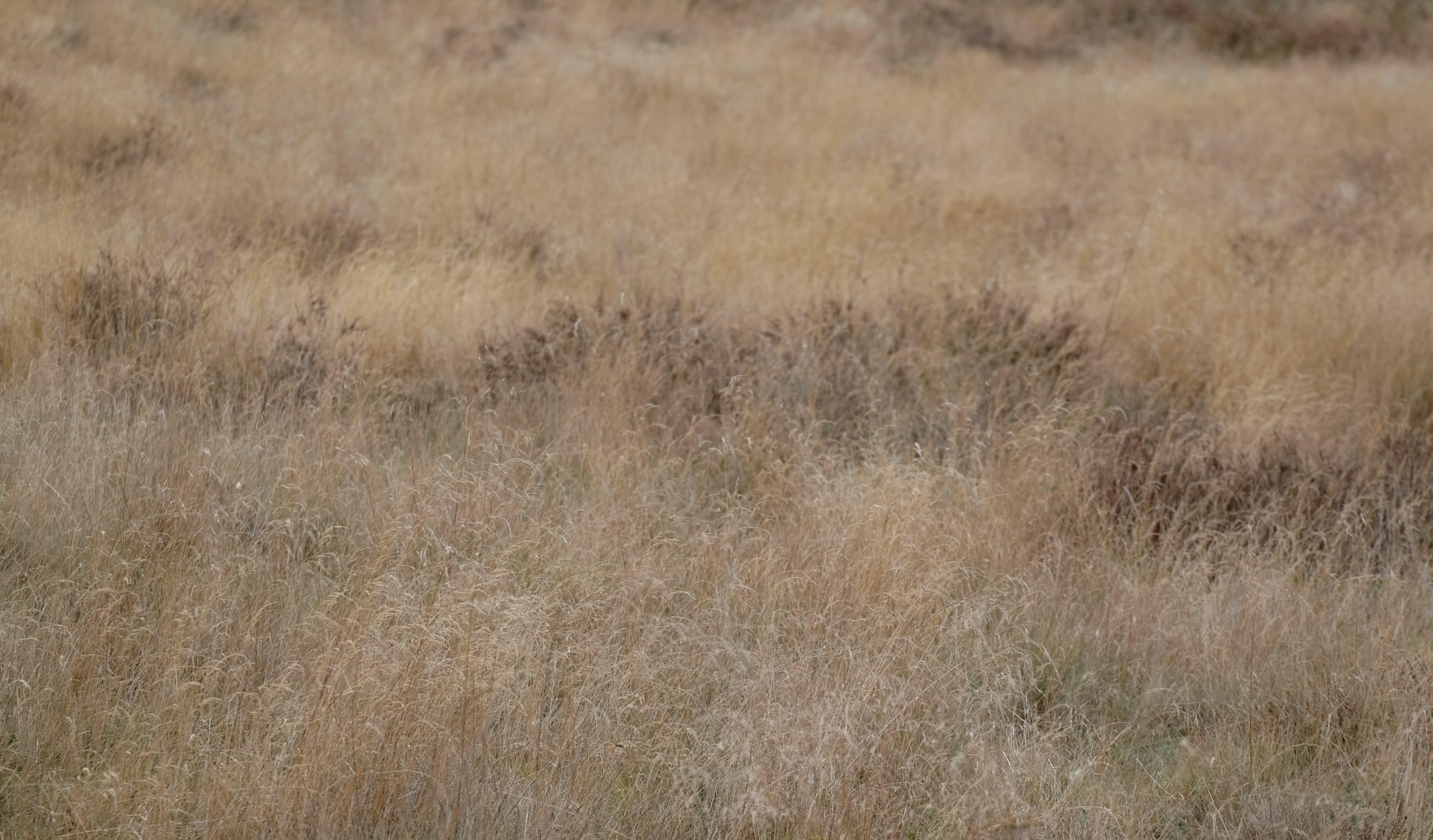
Aspect van een rompgemeenschap met bochtige smele, ontstaan door vergrassing van de associatie van struikhei en stekelbrem.

Vergrassing is een verschijnsel waarbij in natuurgebieden enkele dominante grassoorten de andere planten verdringen. Vergrassing wordt gerekend tot de ver-thematiek. Hoofdoorzaak van vergrassing is vermesting ofwel depositie van meststoffen. Droge heide vergrast met de bochtige smele, struisgras en buntgras, natte heide en hoogveen met het pijpenstrootje.
Vergrassing wordt vaak tegengegaan door de inzet van grazers, zoals schapen, paarden en runderen. Ook het regelmatig plaggen van heide kan vergrassing tegengaan. Door de achteruitgang van het aantal konijnen in duingebieden is hier ook sprake van vergrassing.

## Fotogalerij

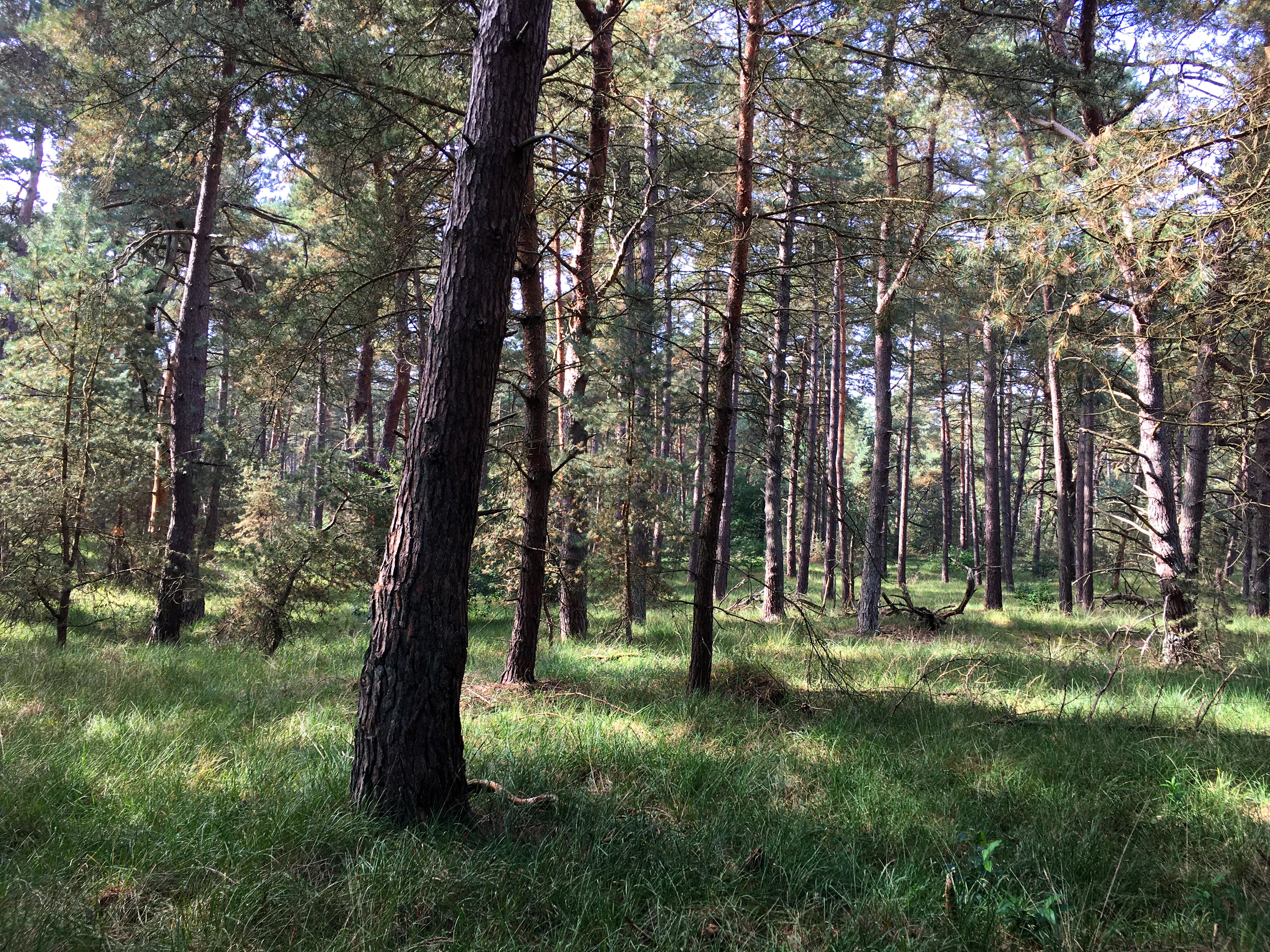
Een door pijpenstrootje vergrast Dicrano-Pinion-naaldbos.
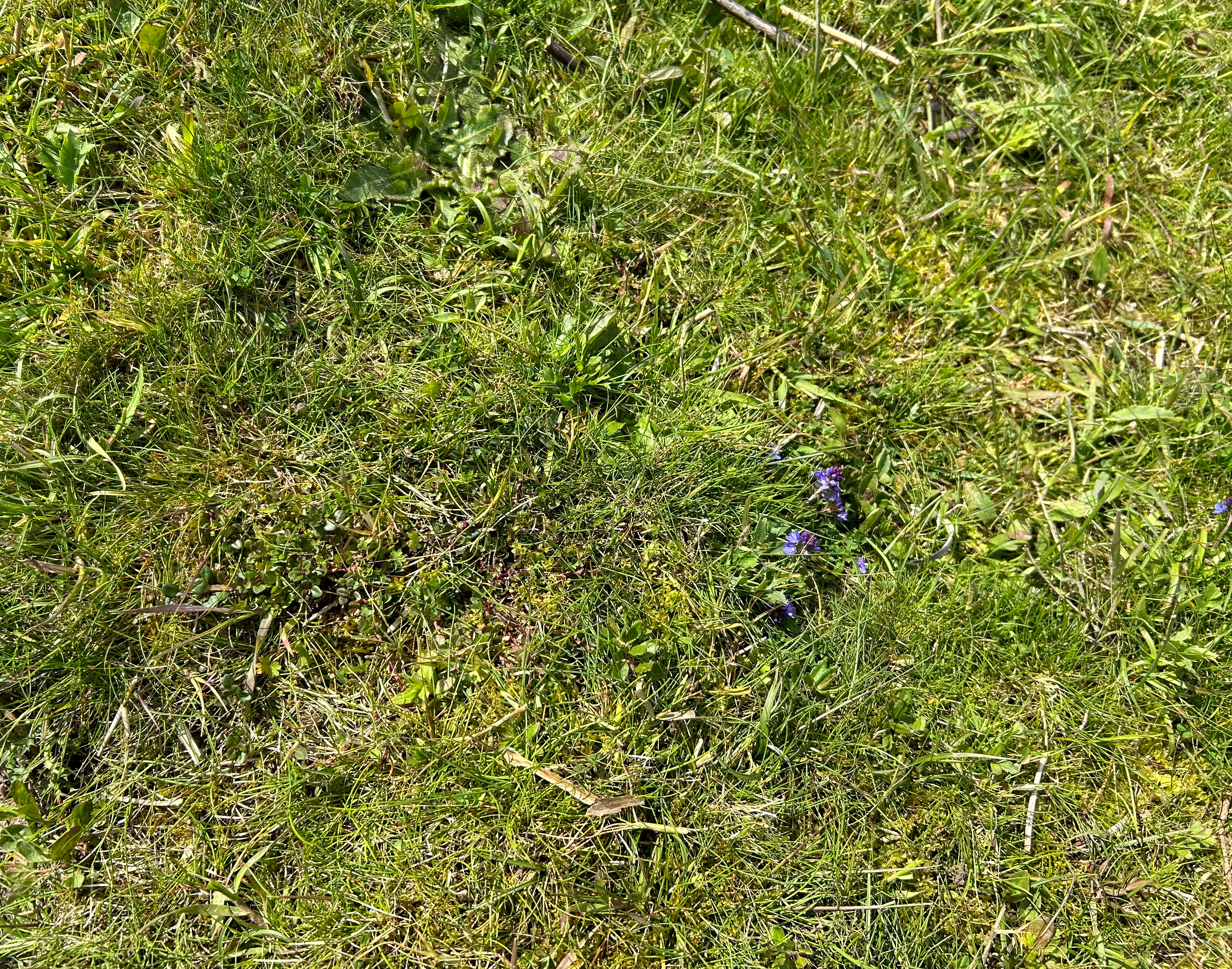
Vergrassing in de associatie van vetkruid en tijm
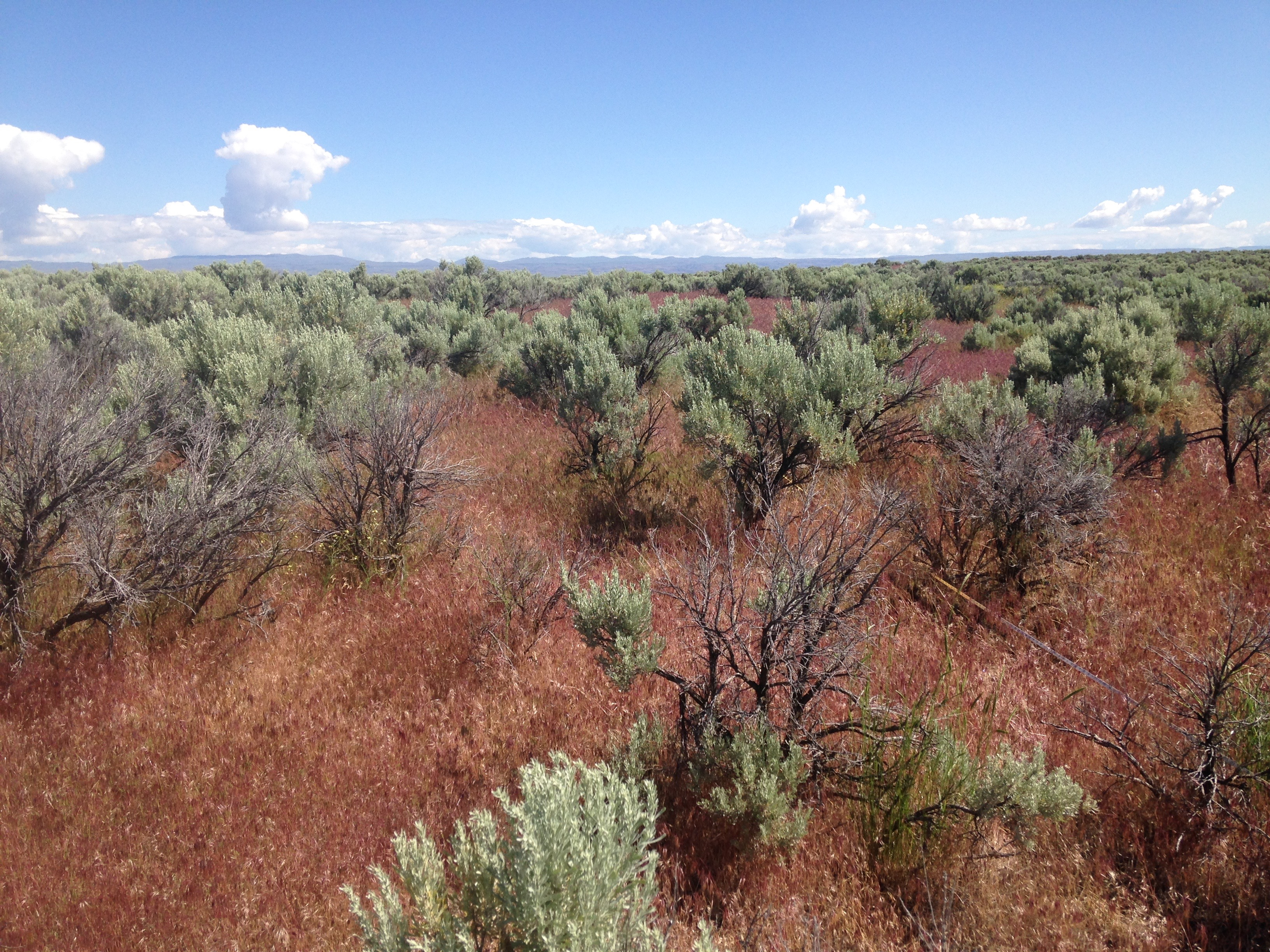
Een transect door een struweel vergrast door zwenkdravik
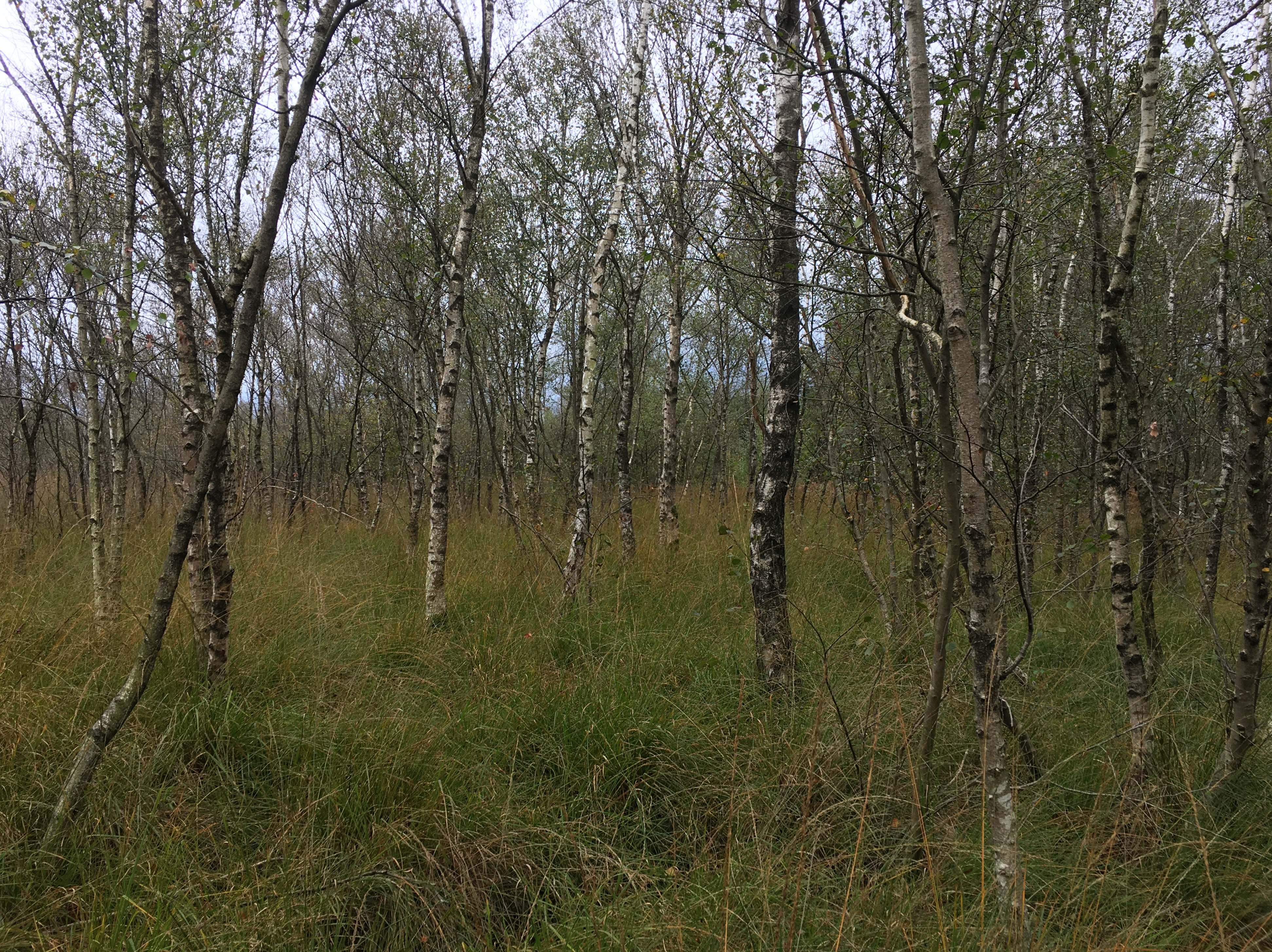
Een door pijpenstrootje vergrast berkenbroekbos.